# Різанина у Барі
Різанина у Барі (алб. Masakra e Tivarit) — масове вбивство великої кількості косовських албанців у Барі, скоєне 10-ю Чорногорською бригадою Народно-визвольної армії Югославії навесні 1945 року наприкінці Другої світової війни.
Жертвами стали здебільшого ті албанці з Косова, яких НВАЮ призвала на службу, щоб використовувати у боротьбі з військами нацистської Німеччини та інших держав Осі, які тоді відходили з Балкан. Албанців із Прізрена супроводили до Бара трьома різними групами. Майже всіх членів другої групи, яка через  Албанію прибула у Бар, було розстріляно.
Оцінки кількості жертв коливаються від 400—450 осіб (офіційні партизанські літописці) до 1500—2000 (албанські історики) залежно від джерела. Є оцінки, згідно з якими, тоді у Барі знищили навіть 4300 осіб.
У комуністичній Югославії це було забороненою темою, яка десятиліттями замовчувалася.

## Передісторія
Влада королівської Югославії в ході проведеної нею в 1930-х роках колонізації Косова відібрала земельні володіння в албанців з районів Джаковиці і Печі та наділила ними чорногорців. Коли війська Осі 1941 року загарбали Югославію, багато чорногорців утекло в Чорногорію, а албанці вбили декого з колоністів у «помсту» за відібрану землю. Чимало біглих чорногорських колоністів під час війни перебували у Барі.
Косовський народно-визвольний рух на початку січня 1944 року на конференції у північноалбанському містечку Буян постановив об'єднати край з Албанією. Югославські комуністи не визнали цього рішення. Наприкінці грудня 1944 року спалахнуло повстання албанців Косова проти влади нової Югославії, яке очолив націоналістичний комітет, що складався з баллістів — союзників окупантів, які мали великий вплив на маси.